# كأس السوبر المصري 2022–23
كأس السوبر المصري 2022 هي النسخة العشرون من كأس السوبر المصري والخاصة بنصف الموسم الكروي 2022–2023، والتي أُقيمت بين نادي الأهلي(بطل كأس مصر 2021–22)؛ وبين نادي بيراميدز(وصيف الدوري المصري الممتاز 2021–22 وكأس مصر 2021–22) والذي شارك بعد اعتذار نادي الزمالك (بطل الدوري المصري الممتاز 2021–22) عن المشاركة، وهذه المشاركة هي الحادي عشر على التوالي للنادي الأهلي والتي فاز بها الأهلي على بيراميدز بنتيجة 1–0.